# نيكسون (فلم)
نيكسون (بالإنجليزية: Nixon) هو فيلم دراما تاريخي ملحمي من إخراج أوليفر ستون وبطولة أنتوني هوبكنز، جوان ألين، باورز بوث، إد هاريس، بوب هوسكينز، إي. جي. مارشال وباي لينغ، صدر الفيلم في 22 ديسمبر 1995.

## روابط خارجية
- مقالات تستعمل روابط فنية بلا صلة مع ويكي بيانات

لا توجد روابط لمواقع التواصل الاجتماعي.